# Chevry-en-Sereine
Pour les articles homonymes, voir Chevry.
Chevry-en-Sereine est une commune française située dans le département de Seine-et-Marne en région Île-de-France.

## Géographie

### Localisation
Chevry-en-Sereine est une commune localisée en Seine-et-Marne, dans le parc naturel régional du Gâtinais français.

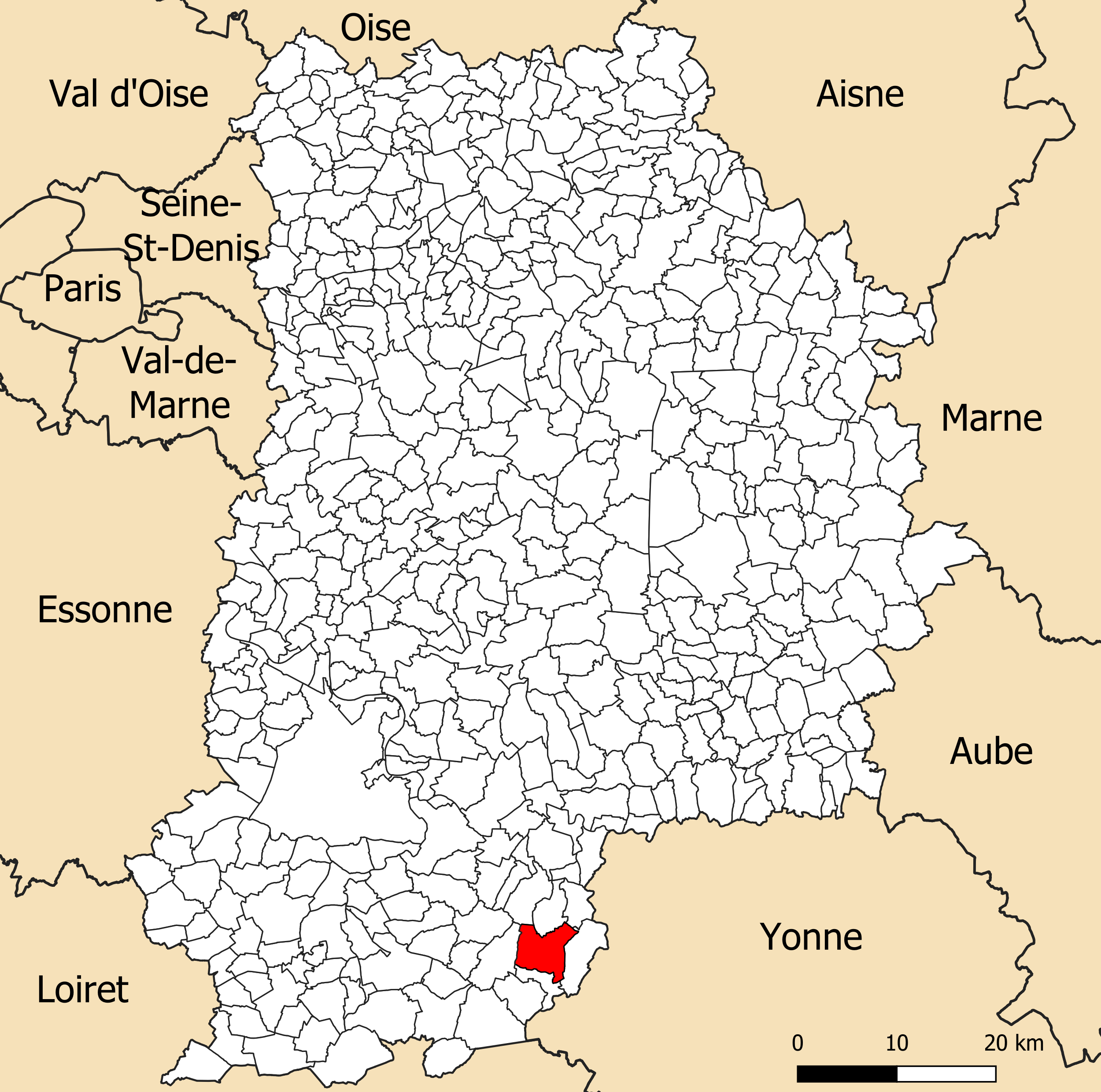
Localisation de la commune de Chevry-en-Sereine dans le département de Seine-et-Marne.

La commune se situe à environ 16,9 km par la route,  au sud de Montereau-Fault-Yonne,

### Communes limitrophes

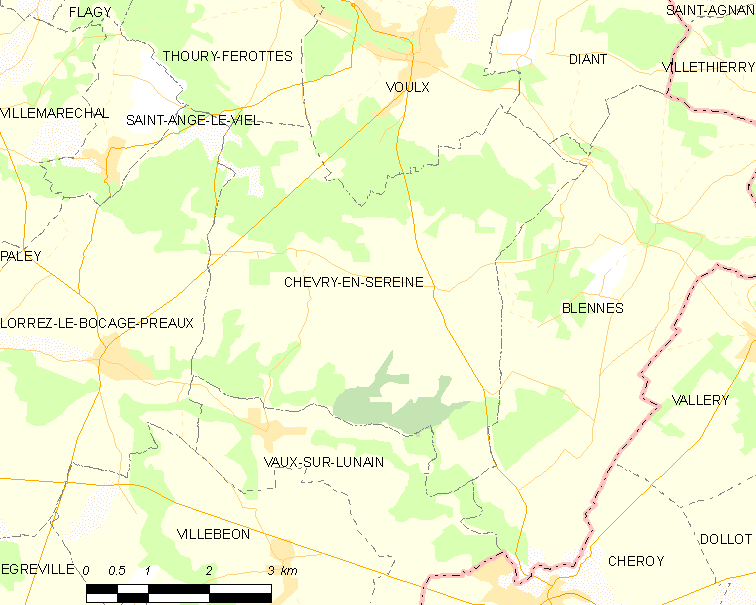
Carte des communes limitrophes de Cannes-Écluse.

| Thoury-Férottes         | Voulx             | Diant   |
| Lorrez-le-Bocage-Préaux | Chevry-en-Sereine | Blennes |
|                         | Vaux-sur-Lunain   |         |

### Géologie et relief
La commune est classée en zone de sismicité 1, correspondant à une sismicité très faible.
L'altitude varie de 105 mètres à 159 mètres pour le point le plus haut , le bourg se situant à environ 149 mètres d'altitude à la mairie.

### Hydrographie

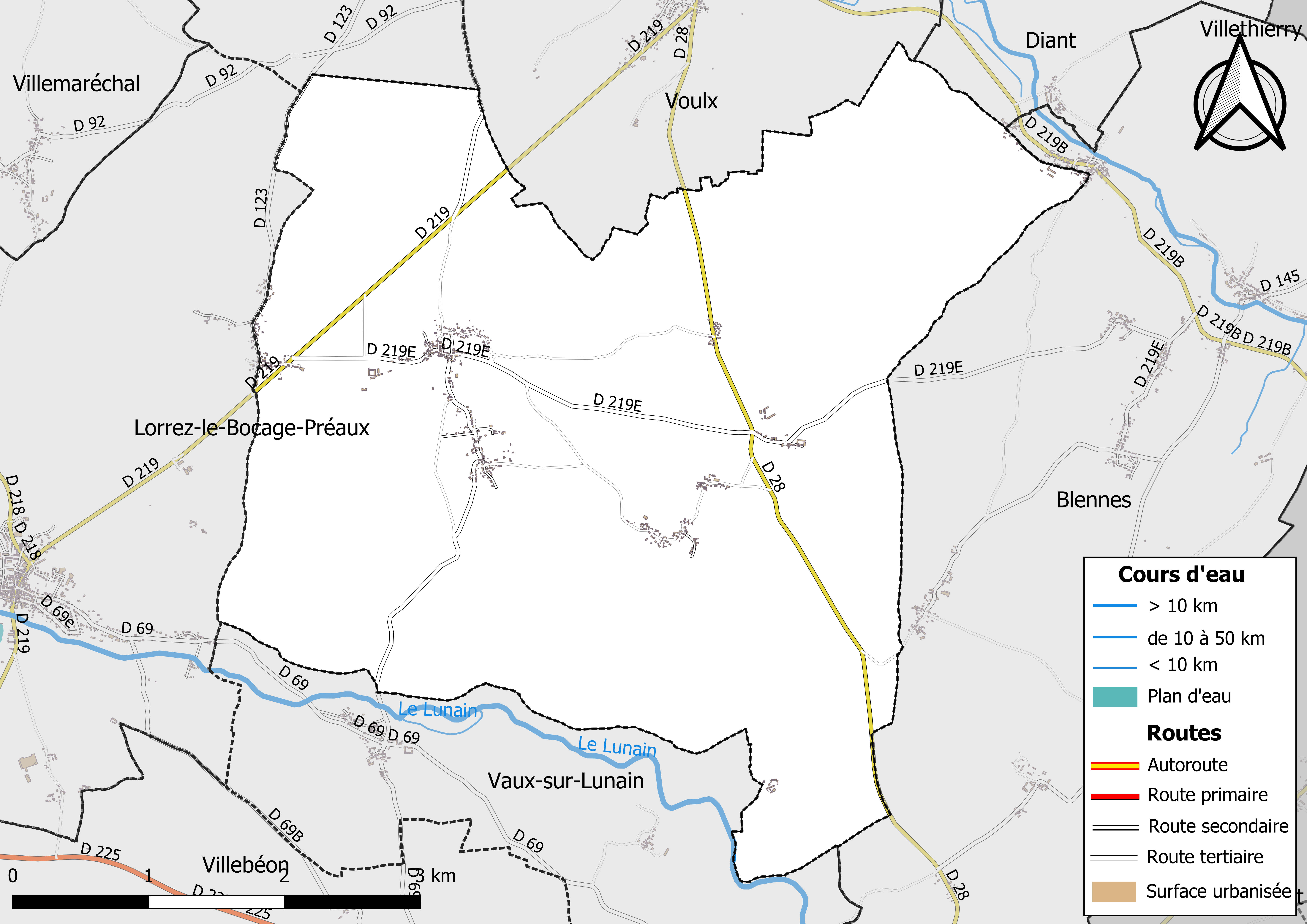
Carte des réseaux hydrographique et routier de Chevry-en-Sereine.

Le réseau hydrographique de la commune se compose d'un seul cours d'eau référencé : la rivière le Lunain, longue de 51,45 km, affluent du Loing.
Sa longueur totale sur la commune est de 0,208 km.

### Climat
Pour des articles plus généraux, voir Climat de l'Île-de-France et Climat de Seine-et-Marne.
En 2010, le climat de la commune est de type climat océanique dégradé des plaines du Centre et du Nord, selon une étude du CNRS s'appuyant sur une série de données couvrant la période 1971-2000. En 2020, Météo-France publie une typologie des climats de la France métropolitaine dans laquelle la commune est exposée à un climat océanique altéré et est dans la région climatique Nord-est du bassin Parisien, caractérisée par un ensoleillement médiocre, une pluviométrie moyenne régulièrement répartie au cours de l’année et un hiver froid (3 °C).
Pour la période 1971-2000, la température annuelle moyenne est de 10,7 °C, avec une amplitude thermique annuelle de 15,7 °C. Le cumul annuel moyen de précipitations est de 737 mm, avec 11,9 jours de précipitations en janvier et 7,9 jours en juillet. Pour la période 1991-2020, la température moyenne annuelle observée sur la station météorologique la plus proche, située sur la commune de La Brosse-Montceaux à 11 km à vol d'oiseau, est de 12,0 °C et le cumul annuel moyen de précipitations est de 652,9 mm,. Pour l'avenir, les paramètres climatiques de la commune estimés pour 2050 selon différents scénarios d'émission de gaz à effet de serre sont consultables sur un site dédié publié par Météo-France en novembre 2022.

### Milieux naturels et biodiversité

#### Espaces protégés
La protection réglementaire est le mode d’intervention le plus fort pour préserver des espaces naturels remarquables et leur biodiversité associée,.
Un  espace protégé est présent sur la commune : la zone centrale de la réserve de biosphère « Fontainebleau et Gâtinais », créée en 1998 et d'une superficie totale de 150 544 ha (46 056 ha pour la zone centrale). Cette réserve de biosphère, d'une grande biodiversité, comprend trois grands ensembles : une grande moitié ouest à dominante agricole, l’emblématique forêt de Fontainebleau au centre, et le Val de Seine à l’est. La structure de coordination est l'Association de la Réserve de biosphère de Fontainebleau et du Gâtinais, qui comprend un conseil scientifique et un Conseil Education, unique parmi les Réserves de biosphère françaises,.

## Urbanisme

### Typologie
Au 1er janvier 2024, Chevry-en-Sereine est catégorisée commune rurale à habitat dispersé, selon la nouvelle grille communale de densité à sept niveaux définie par l'Insee en 2022.
Elle est située hors unité urbaine. Par ailleurs la commune fait partie de l'aire d'attraction de Paris, dont elle est une commune de la couronne,. Cette aire regroupe 1 929 communes,.

### Lieux-dits et écarts
La commune compte 238 lieux-dits administratifs répertoriés consultables ici (source : le fichier Fantoir) dont Villeflambeau, Bois Ramort, Villefranche, le Grand Courcelles, Villechasson, Launoy, le Nid de Corbeau.

### Occupation des sols
L'occupation des sols de la commune, telle qu'elle ressort de la base de données européenne d’occupation biophysique des sols Corine Land Cover (CLC), est marquée par l'importance des territoires agricoles (61,7 % en 2018), en diminution par rapport à 1990 (63,3 %). La répartition détaillée en 2018 est la suivante : 
terres arables (60,9% ), forêts (36,7% ), zones urbanisées (1,6% ), zones agricoles hétérogènes (0,8 %).
Parallèlement, L'Institut Paris Région, agence d'urbanisme de la région Île-de-France, a mis en place un inventaire numérique de l'occupation du sol de l'Île-de-France, dénommé le MOS (Mode d'occupation du sol), actualisé régulièrement depuis sa première édition en 1982. Réalisé à partir de photos aériennes, le Mos distingue les espaces naturels, agricoles et forestiers mais aussi les espaces urbains (habitat, infrastructures, équipements, activités économiques, etc.) selon une classification pouvant aller jusqu'à 81 postes, différente de celle de Corine Land Cover,,. L'Institut met également à disposition des outils permettant de visualiser par photo aérienne l'évolution de l'occupation des sols de la commune entre 1949 et 2018.

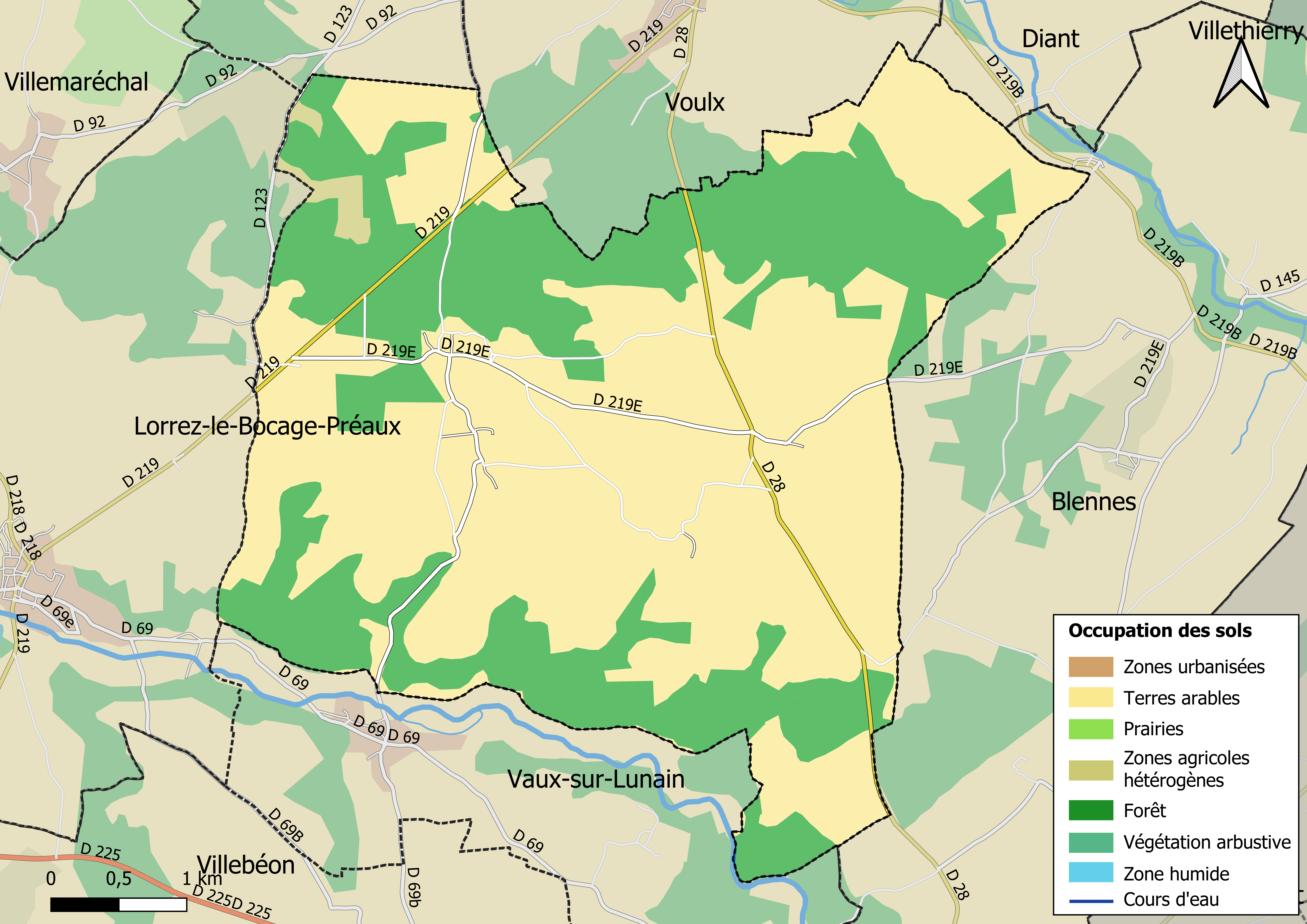
Carte des infrastructures et de l'occupation des sols en 2018 (CLC) de la commune.
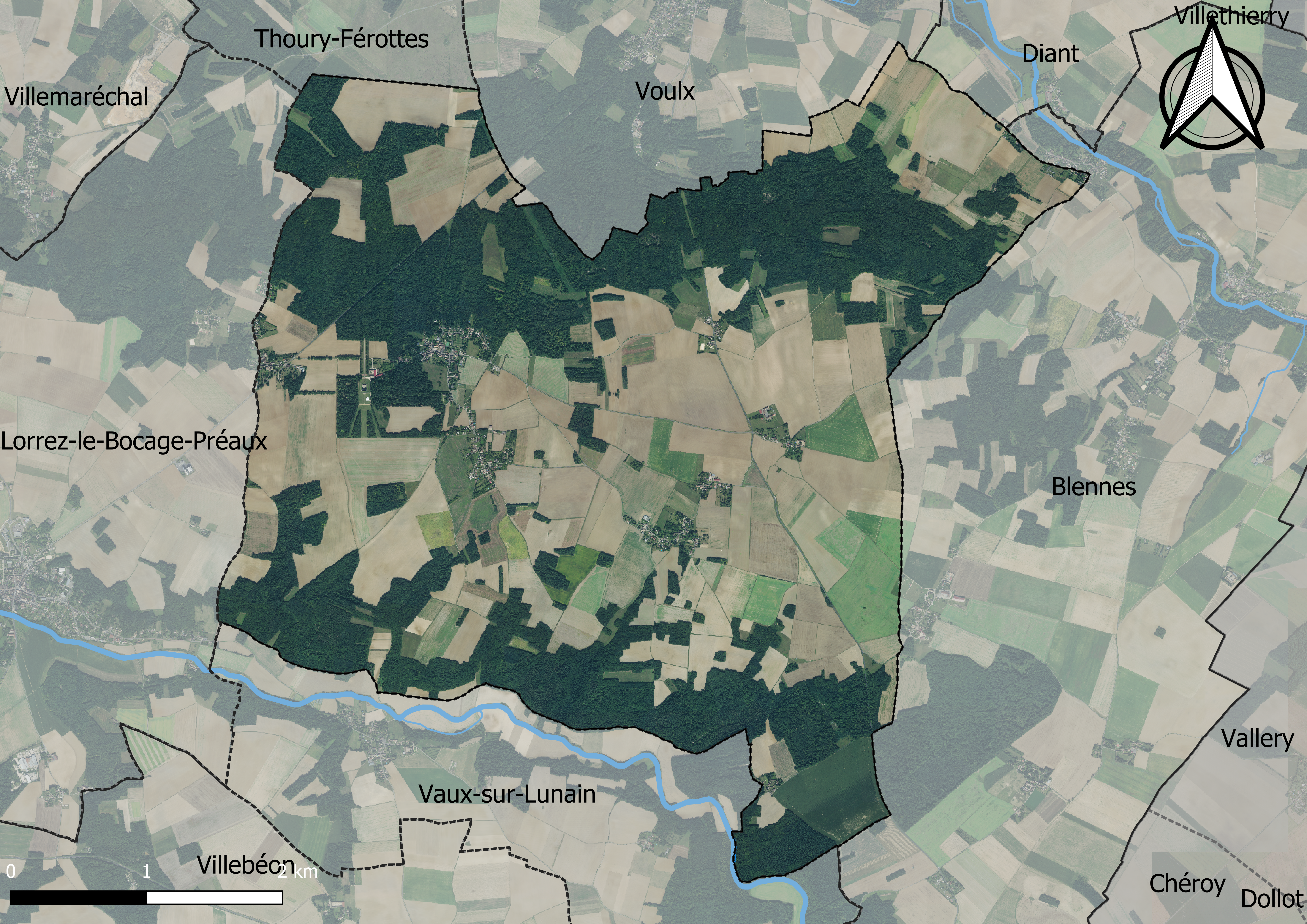
Carte orhophotogrammétrique de la commune.

### Planification
La loi SRU du 13 décembre 2000 a incité les communes à se regrouper au sein d’un établissement public, pour déterminer les partis d’aménagement de l’espace au sein d’un SCoT, un document d’orientation stratégique des politiques publiques à une grande échelle et à un horizon de 20 ans et s'imposant aux documents d'urbanisme locaux, les PLU (Plan local d'urbanisme). La commune est dans le territoire du SCOT Seine et Loing, dont le projet a été arrêté le 3 juillet 2019, porté par le syndicat mixte d’études et de programmation (SMEP) Seine et Loing rassemblant à la fois 44 communes et trois communautés de communes.
La commune disposait en 2019 d'un plan local d'urbanisme approuvé. Le zonage réglementaire et le règlement associé peuvent être consultés sur le Géoportail de l'urbanisme.

### Logement
En 2016, le nombre total de logements dans la commune était de 280 dont 96,1 % de maisons et 3,2 % d'appartements.
Parmi ces logements, 73,9 % étaient des résidences principales, 20 % des résidences secondaires et 6,1 % des logements vacants.
La part des ménages fiscaux propriétaires de leur résidence principale s'élevait à 88,4 % contre 10,1 % de locataires dont, 0,5 % de logements HLM loués vides (logements sociaux) et, 1,4 % logés gratuitement.

### Voies de communication et transports

#### Transports
La commune est desservie par la ligne d’autocars No 9B (Blennes – Nemours) du réseau de bus Vallée du Loing - Nemours.

## Toponymie
Chevry-en-Sereine est mentionné pour la première fois au IXe siècle sous le nom de Sevriaci, du bas latin severiacum (domaine de Severus), le qualificatif "sereine"  apparu vers le XIVe siècle était un petit canton de cette contrée du Gâtinais.

## Histoire
Certains évènements marquent l'histoire d'un village et son évolution. Parfois tragiques : les guerres ; d'autres plus enthousiasmants notamment l'installation de l'électricité, le premier moteur thermique, la première automobile et l'arrivée de l'« eau de ville » ou « eau courante ».
Après l'approbation des quatre communes, Chevry-en-Sereine, Lorrez-le-Bocage, Vaux-sur-Lunain et Saint-Ange-le-Viel, c'est par un arrêté préfectoral du 14 mars 1929 que naît le syndicat « en vue de l'établissement et de l'exploitation en commun d'une distribution d'eau ». Preuve d'une confiance mutuelle, ce syndicat est formé « à perpétuité » (art. 2). Le premier bureau se réunit le 15 mai 1929 ; Chevry-en-Sereine est représenté par son maire Jules Daguet et un conseiller municipal, Auguste Ponce. Le projet proposé par le service des Ponts et Chaussées s'élève à 2 300 000 francs (de 1929), en partie subventionné sur les fonds du Pari Mutuel... et le syndicat « demande à Monsieur le Ministre de l'Agriculture l'autorisation de commencer les travaux de recherche d'eau le plus tôt possible » (13 septembre 1929).
L'année 1930 pose de nombreux problèmes. À moins de 42 mètres, le débit d'eau est faible dans le puits percé à Saint-Ange-le-Vieil. Décision est adoptée de creuser des galeries latérales. Par conséquent — éboulement partiel, brutales poussées de l'eau et suivies de périodes arides. Déjà le premier dépassement de budget. Les travaux se poursuivent durant les années 1931—1933 avec la réalisation de la station de pompage, le réservoir d'eau principal au Grand-Creilly et deux réservoirs secondaires à Chevry et Lorrez. L'embauche du personnel : un machiniste et un agent technique. En 1934—1935, des difficultés financières pour le syndicat. Les subventions promises n'arrivent pas, ou sont réduites, et les quatre communes adhérentes ne versent pas intégralement leur quote-part. À la suite des élections municipales, nouveau bureau (Chevry représenté par Jules Daguet et Marcel Lamoureux) et nouvelle résolution : chaque commune doit respecter ses engagements « pour le meilleur et le pire ». Le pire est peut-être pour 1935 où, au puits de Saint-Ange est constaté « une insuffisance prolongée du débit tombé à 30 m3 par jour pour 1 300 habitants, à peine suffisant pour remplir les canalisations ». Les hameaux sont déjà souvent au régime sec. La location des compteurs ne sera pas réclamée aux habitants et le minimum forfaitaire de consommation supprimé. En septembre 1935, réunion de crise avec les Ponts et Chaussées et un nouveau géologue. Le syndicat décide l'utilisation d'une source de la vallée du Lunain « la Fontaine Bleue ».
Le service des Ponts et Chaussées doit dresser « de toute urgence » le dossier du nouveau projet de captage avec une adduction de refoulement vers le réservoir du Grand-Creilly. Au mois de novembre, le conseil syndical décide finalement de creuser un nouveau puits près de la source dite « du Vieux Moulin » en bordure de la route du Ponceau (côté amont). Le budget s'élève à 300 000 francs (de 1935) : puits, bâtiment, moto-pompes, station de javellisation et conduite de refoulement. Les travaux seront déclarés d'utilité publique. Le chantier, rapide, s'achève au 3e trimestre de 1937, bien qu'un risque important d'éboulement du puits ait rendu nécessaire un forage pour sa partie inférieure. Jules Daguet, maire de Chevry, assure l'intérim du président durant l'année 1937, jusqu'au décès d'Émile Bru, président du syndicat depuis sa création. Émile Bru était également maire de Lorrez durant cette période, d'où le nom de cette rue de Lorrez bien connue de tous les contribuables du canton. En 1937, les investissements du syndicat se réduisent progressivement. Après la Deuxième Guerre mondiale, apparaîtront déjà les premiers travaux de renouvellement et d'entretien des matériels.
Le village a été desservi de 1889 à 1959 par la ligne de Montereau à Château-Landon. Il s'agissait d'une ligne de chemin de fer secondaire à voie métrique du réseau départemental de Seine-et-Marne, exploitée par les CFD Réseau de Seine-et-Marne.

### Circonscriptions d'Ancien Régime
Intendance :  Paris - Election :   Sens - Subdélégation : Sens - Grenier à sel : Montereau - Coutume : Melun - Parlement : Paris - Bailliage : Moret-sur-Loing - Gouvernement :  Ile-de-France - Diocèse : Sens - Archidiaconé : Sens - Doyenné : Marolles.

## Politique et administration

### Rattachements administratifs et électoraux
Lors de sa création par la Révolution française, elle était rattachée à l'arrondissement de Fontainebleau, puis en 1926 à celui de Melun, et à nouveau, en 1988, à celui de Fontainebleau.
Afin de faire coïncider les limites d'arrondissement et celles des intercommunalités, elle intègre le 1er janvier 2018 l'arrondissement de Provins.
Pour l'élection des députés, elle fait partie depuis 1988 de la deuxième circonscription de Seine-et-Marne.
Elle faisait partie depuis 1801 du canton de Lorrez-le-Bocage-Préaux. Dans le cadre du redécoupage cantonal de 2014 en France, la commune intègre le canton de Nemours.

### Intercommunalité
La commune a adhéré en 2012 à la petite communauté de communes du Bocage Gâtinais.
Dans le cadre des dispositions de la loi portant nouvelle organisation territoriale de la République (Loi NOTRe) du 7 août 2015, qui prévoit que les établissements publics de coopération intercommunale (EPCI) à fiscalité propre doivent avoir un minimum de 15 000 habitants (et 5 000 habitants en zone de montagnes), cette intercommunalité éclate, et certaines de ses communes, dont Biennes, sont rattachées le 1er janvier 2017 à la communauté de communes des Deux Fleuves (CC2F), qui prend, lors de cette extension, la dénomination de communauté de communes du Pays de Montereau, dont est membre la commune.

### Liste des maires
| Période                                  | Période       | Identité             | Étiquette | Qualité                        |
| ---------------------------------------- | ------------- | -------------------- | --------- | ------------------------------ |
| Les données manquantes sont à compléter. |               |                      |           |                                |
| 1896                                     | 1912          | Isidore Jacquet      |           | Propriétaire                   |
| 1912                                     | 1919          | Jules Henry          |           | Fermier                        |
| 1919                                     | 1947          | Jules Daguet         |           | Cultivateur                    |
| 1947                                     | 1959          | Alphonse Daguet      |           |                                |
| 1959                                     | 1962          | Étienne Ferry        |           |                                |
| 1962                                     |               | Alphonse Daguet      |           |                                |
| juillet 1962                             | 1971          | Marius Decornoy      |           |                                |
| 1971                                     | 1977          | André Billard        |           |                                |
| 1977                                     | 1983          | Dominique Boucheron  |           |                                |
| 1983                                     | 1989          | Renaud de Laubsepin  |           | Agriculteur                    |
|                                          |               |                      |           |                                |
| 1995                                     | 2001          | Marcel Rigal         |           |                                |
| 2001                                     | décembre 2007 | William Gois         |           | Agriculteur Décédé en fonction |
| mars 2008                                | 2020          | Jean-Claude Tournier |           | Réélu pour le mandat 2014-2020 |
| 2020                                     | En cours      | Didier Fourdrain     |           | Retraité                       |

### Jumelages
Le Bocage Gâtinais (comprenant les cinq villages de Chevry-en-Sereine, Villemaréchal, Blennes, Saint-Ange-le-Vieil et Ville-Saint-Jacques) est jumelé avec la commune allemande de Starzach. Ce jumelage est né officiellement le 12 juillet 1992 en France à Chevry-en-Sereine à l'initiative notamment de Marcel Rigal, à cette époque maire de Chevry et en août 1993 à Starzach. Il existait déjà des échanges officieux qui étaient nés de l'amitié entre le marquis de Chevry et le baron de Wachendorf. Starzach est située dans le Land de Bade-Wurtemberg, et plus précisément à l'ouest de l'arrondissement (Kreis) de Tübingen, à peu près à égale distance des villes de Haigerloch, Horb et Rottenburg am Neckar.

## Équipements et services

### Eau et assainissement
L’organisation de la distribution de l’eau potable, de la collecte et du traitement des eaux usées et pluviales relève des communes. La loi NOTRe de 2015 a accru le rôle des EPCI à fiscalité propre en leur transférant cette compétence. Ce transfert devait en principe être effectif au 1er janvier 2020, mais la loi Ferrand-Fesneau du 3 août 2018 a introduit la possibilité d’un report de ce transfert au 1er janvier 2026,.

#### Assainissement des eaux usées
En 2020, la commune de Chevry-en-Sereine ne dispose pas d'assainissement collectif,.
L’assainissement non collectif (ANC) désigne les installations individuelles de traitement des eaux domestiques qui ne sont pas desservies par un réseau public de collecte des eaux usées et qui doivent en conséquence traiter elles-mêmes leurs eaux usées avant de les rejeter dans le milieu naturel. Le SIAAEP du Bocage assure pour le compte de la commune le service public d'assainissement non collectif (SPANC), qui a pour mission de vérifier la bonne exécution des travaux de réalisation et de réhabilitation, ainsi que le bon fonctionnement et l’entretien des installations,.

#### Eau potable
En 2020, l'alimentation en eau potable est assurée par le SIAAEP du Bocage qui en a délégué la gestion à une entreprise privée, dont le contrat expire le 31 décembre 2029,,.
Les nappes de Beauce et du Champigny sont classées en zone de répartition des eaux (ZRE), signifiant un déséquilibre entre les besoins en eau et la ressource disponible. Le changement climatique est susceptible d’aggraver ce déséquilibre. Ainsi afin de renforcer la garantie d’une distribution d’une eau de qualité en permanence sur le territoire du département, le troisième Plan départemental de l’eau signé, le 3 octobre 2017, contient un plan d’actions afin d’assurer avec priorisation la sécurisation de l’alimentation en eau potable des Seine-et-Marnais. A cette fin a été préparé et publié en décembre 2020 un schéma départemental d’alimentation en eau potable de secours dans lequel huit secteurs prioritaires sont définis. La commune fait partie du secteur Bocage.

## Population et société
L'évolution du nombre d'habitants est connue à travers les recensements de la population effectués dans la commune depuis 1793. Pour les communes de moins de 10 000 habitants, une enquête de recensement portant sur toute la population est réalisée tous les cinq ans, les populations de référence des années intermédiaires étant quant à elles estimées par interpolation ou extrapolation. Pour la commune, le premier recensement exhaustif entrant dans le cadre du nouveau dispositif a été réalisé en 2005.

En 2022, la commune comptait 504 habitants, en évolution de −2,7 % par rapport à 2016 (Seine-et-Marne : +3,92 %, France hors Mayotte : +2,11 %).
| 1793 | 1800 | 1806 | 1821 | 1831 | 1836 | 1841 | 1846 | 1851 |
| ---- | ---- | ---- | ---- | ---- | ---- | ---- | ---- | ---- |
| 480  | 502  | 473  | 419  | 560  | 632  | 636  | 625  | 593  |

| 1856 | 1861 | 1866 | 1872 | 1876 | 1881 | 1886 | 1891 | 1896 |
| ---- | ---- | ---- | ---- | ---- | ---- | ---- | ---- | ---- |
| 622  | 674  | 660  | 650  | 634  | 617  | 566  | 570  | 587  |

| 1901 | 1906 | 1911 | 1921 | 1926 | 1931 | 1936 | 1946 | 1954 |
| ---- | ---- | ---- | ---- | ---- | ---- | ---- | ---- | ---- |
| 578  | 529  | 551  | 447  | 477  | 396  | 420  | 401  | 395  |

| 1962 | 1968 | 1975 | 1982 | 1990 | 1999 | 2005 | 2006 | 2010 |
| ---- | ---- | ---- | ---- | ---- | ---- | ---- | ---- | ---- |
| 346  | 318  | 305  | 345  | 383  | 454  | 464  | 457  | 508  |

| 2015 | 2020 | 2022 | - | - | - | - | - | - |
| ---- | ---- | ---- | - | - | - | - | - | - |
| 517  | 511  | 504  | - | - | - | - | - | - |

## Économie

### Revenus de la population et fiscalité
En 2018, le nombre de ménages fiscaux de la commune était de 215, représentant 529 personnes et la  médiane du revenu disponible par unité de consommation  de 24 130 euros.

### Emploi
En 2018, le nombre total d’emplois dans la zone était de 37, occupant 228 actifs  résidants (dont 9,3 % dans la commune de résidence et 90,7 % dans une commune autre que la commune de résidence).
Le taux d'activité de la population (actifs ayant un emploi) âgée de 15 à 64 ans s'élevait à 73,2 % contre un taux de chômage de 7,7 %. 
Les 19,1 % d’inactifs se répartissent de la façon suivante : 7,7 % d’étudiants et stagiaires non rémunérés, 6,4 % de retraités ou préretraités et 5 % pour les autres inactifs.

### Secteurs d'activité

#### Entreprises et commerces
En 2019, le nombre d’unités légales et d’établissements (activités marchandes hors agriculture) par secteur d'activité était de 27 dont 6 dans la construction, 8 dans le commerce de gros et de détail, transports, hébergement et restauration, 1 dans l’Information et communication, 6 dans les activités spécialisées, scientifiques et techniques et activités de services administratifs et de soutien, 4 dans l’administration publique, enseignement, santé humaine et action sociale et 2  étaient relatifs aux autres activités de services.
En 2020, 9 entreprises ont été créées sur le territoire de la commune, dont 7 individuelles.
Au 1er janvier 2021, la commune ne disposait pas d’hôtel et de terrain de camping.

#### Agriculture
Chevry-en-Sereine est dans la petite région agricole dénommée la « Bocage gâtinais », à l'extrême sud du département. En 2010, l'orientation technico-économique de l'agriculture sur la commune est la culture de céréales et d'oléoprotéagineux (COP).
Si la productivité agricole de la Seine-et-Marne se situe dans le peloton de tête des départements français, le département enregistre un double phénomène de disparition des terres cultivables (près de 2 000 ha par an dans les années 1980, moins dans les années 2000) et de réduction d'environ 30 % du nombre d'agriculteurs dans les années 2010. Cette tendance se retrouve au niveau de la commune où le nombre d’exploitations est passé de 21 en 1988 à 8 en 2010. Parallèlement, la taille de ces exploitations augmente, passant de 57 ha en 1988 à 73 ha en 2010.
Le tableau ci-dessous présente les principales caractéristiques des exploitations agricoles de Chevry-en-Sereine, observées sur une période de 22 ans : 
|                                      | 1988  | 2000  | 2010 |
| ------------------------------------ | ----- | ----- | ---- |
| Dimension économique,                |       |       |      |
| Nombre d’exploitations (u)           | 21    | 16    | 8    |
| Travail (UTA)                        | 27    | 14    | 6    |
| Surface agricole utilisée (ha)       | 1 193 | 1 095 | 586  |
| Cultures                             |       |       |      |
| Terres labourables (ha)              | 1 142 | 1 054 | 554  |
| Céréales (ha)                        | 857   | 671   | 359  |
| dont blé tendre (ha)                 | 518   | 480   | 266  |
| dont maïs-grain et maïs-semence (ha) | 149   | 94    | s    |
| Tournesol (ha)                       | 149   | 99    |      |
| Colza et navette (ha)                | 73    | 98    | 157  |
| Élevage                              |       |       |      |
| Cheptel (UGBTA)                      | 128   | 25    | 8    |

## Culture locale et patrimoine

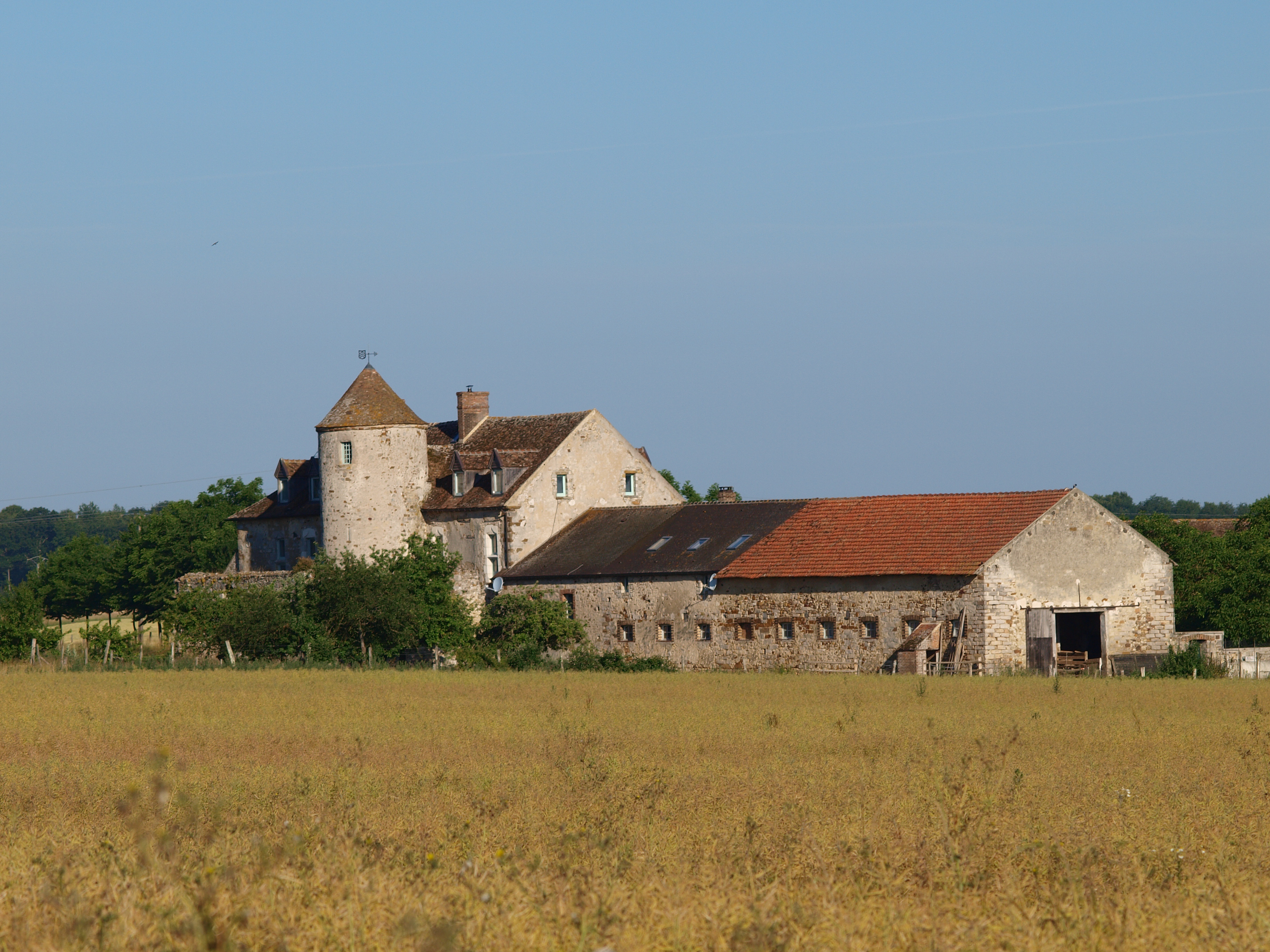
L'ancienne abbaye de Villechasson.

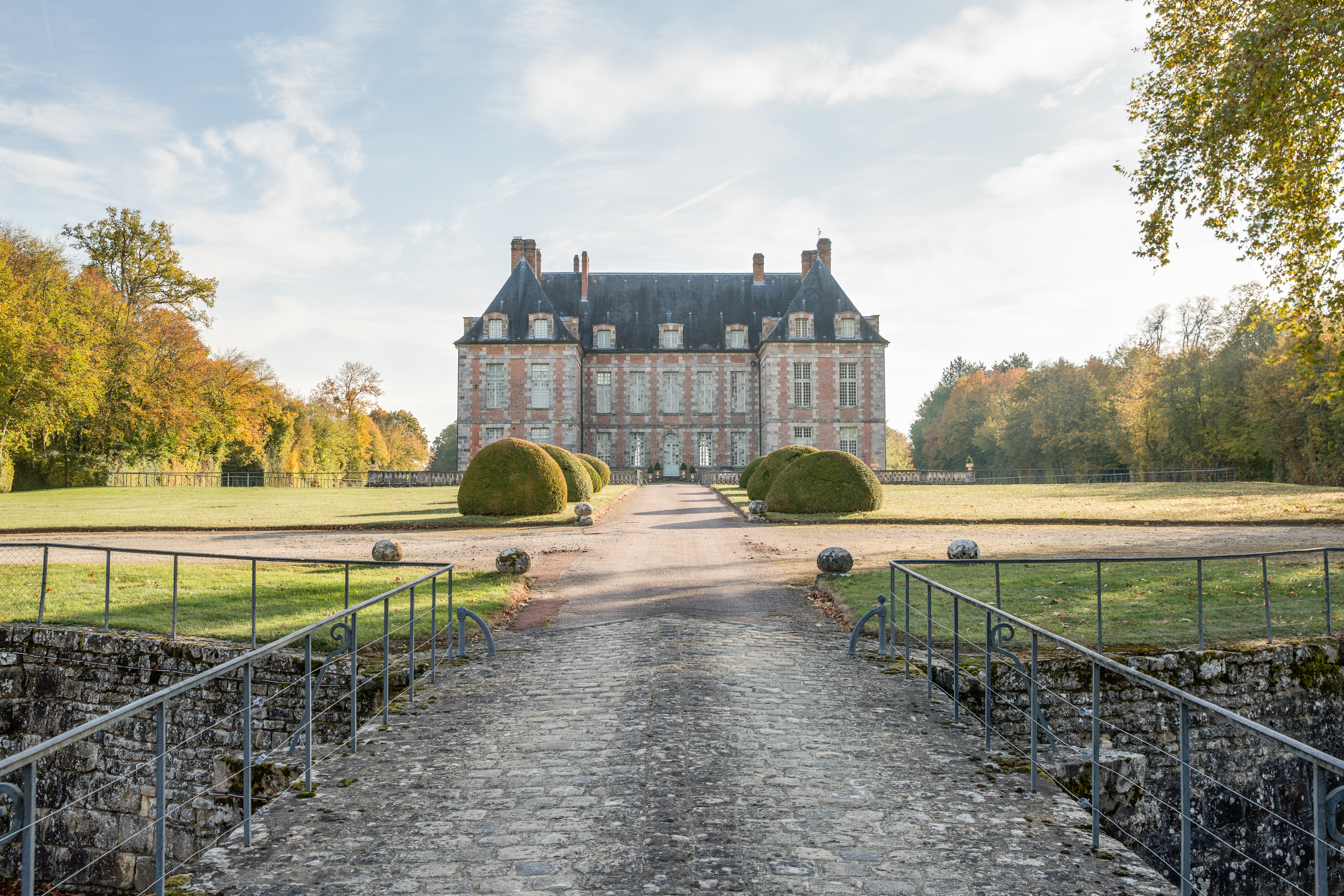
Le château de Chevry-en-Sereine.

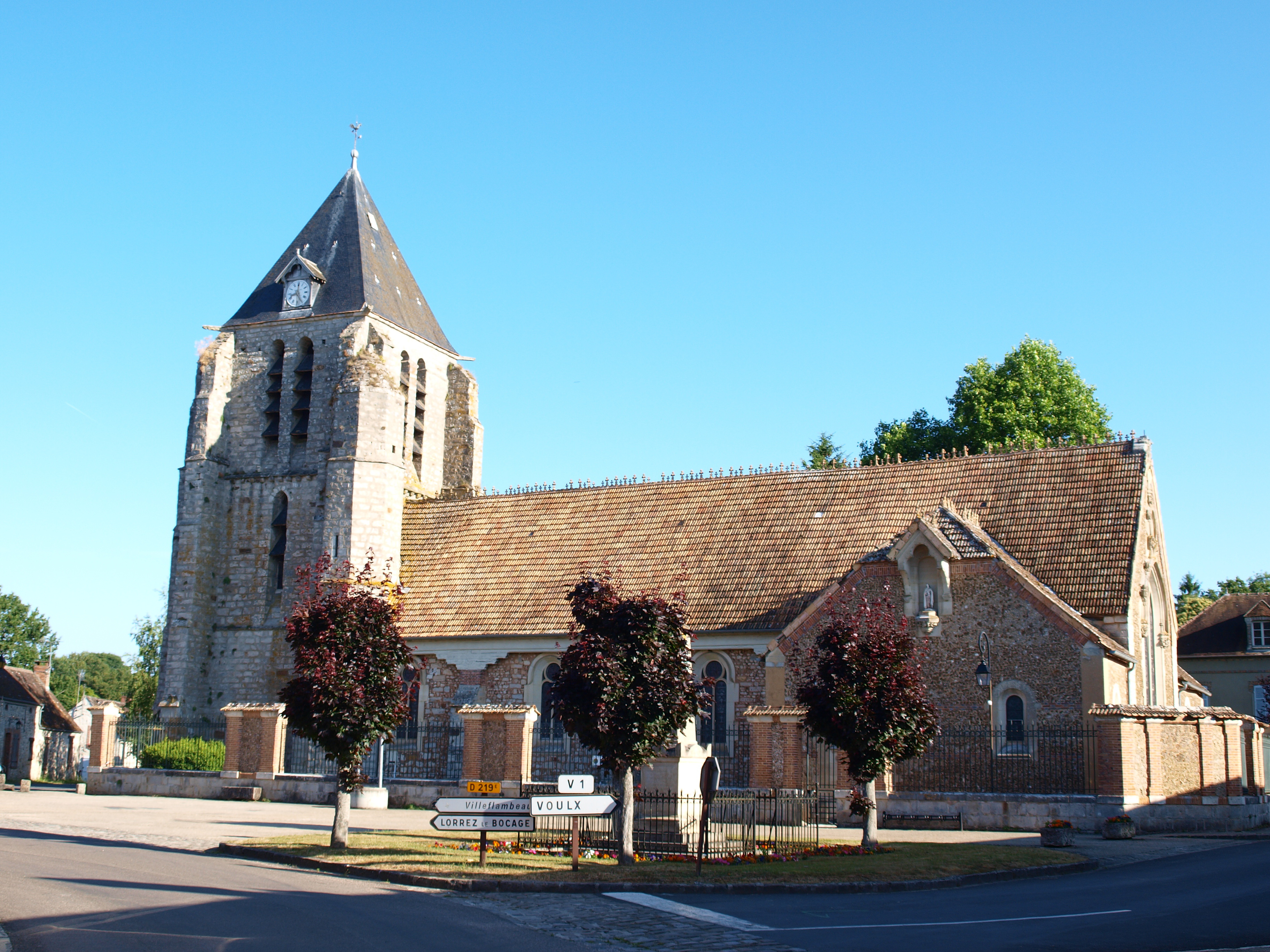
L'église Saint-Julien.

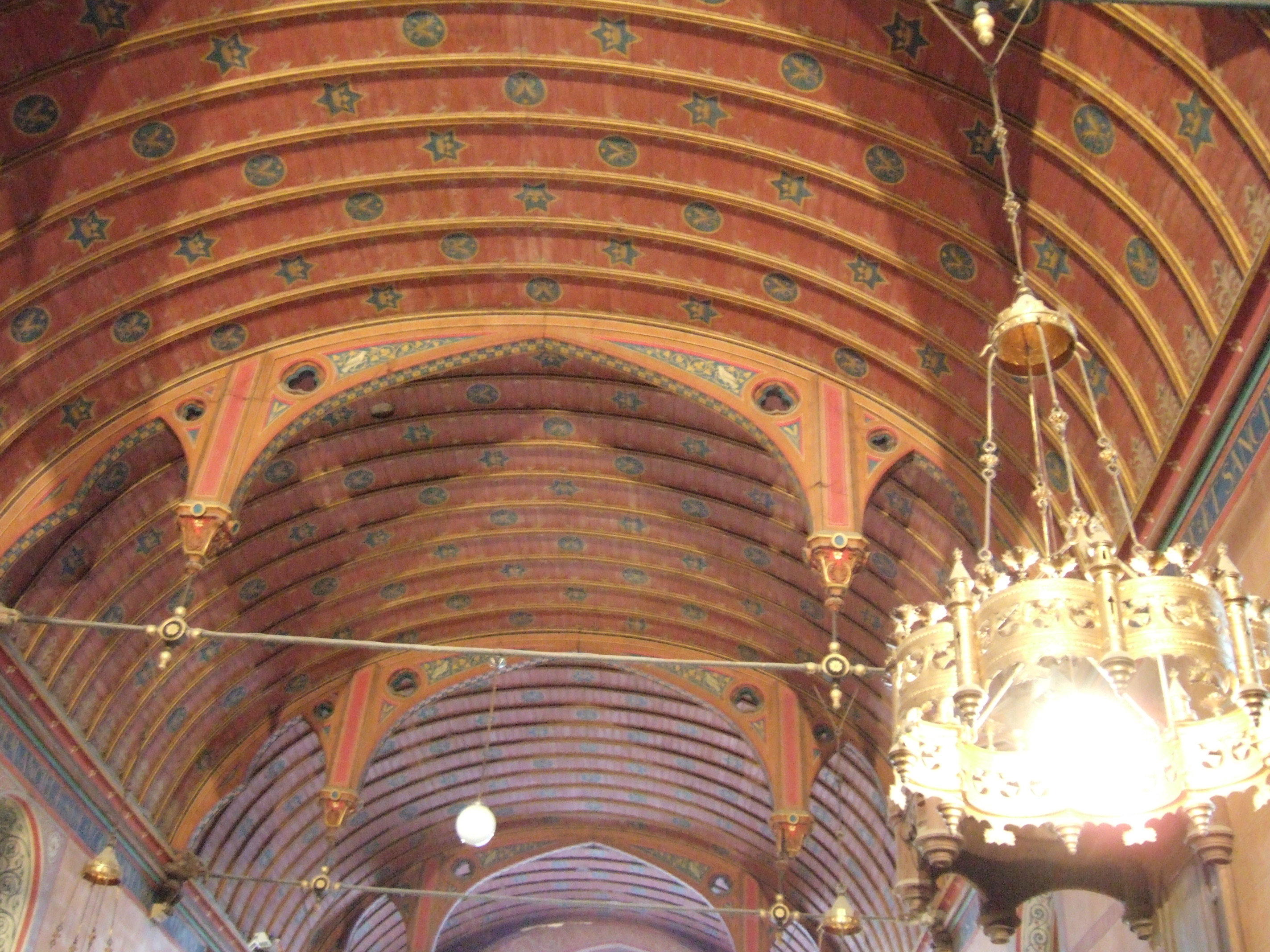
Voûte de l'Église Saint-Julien.

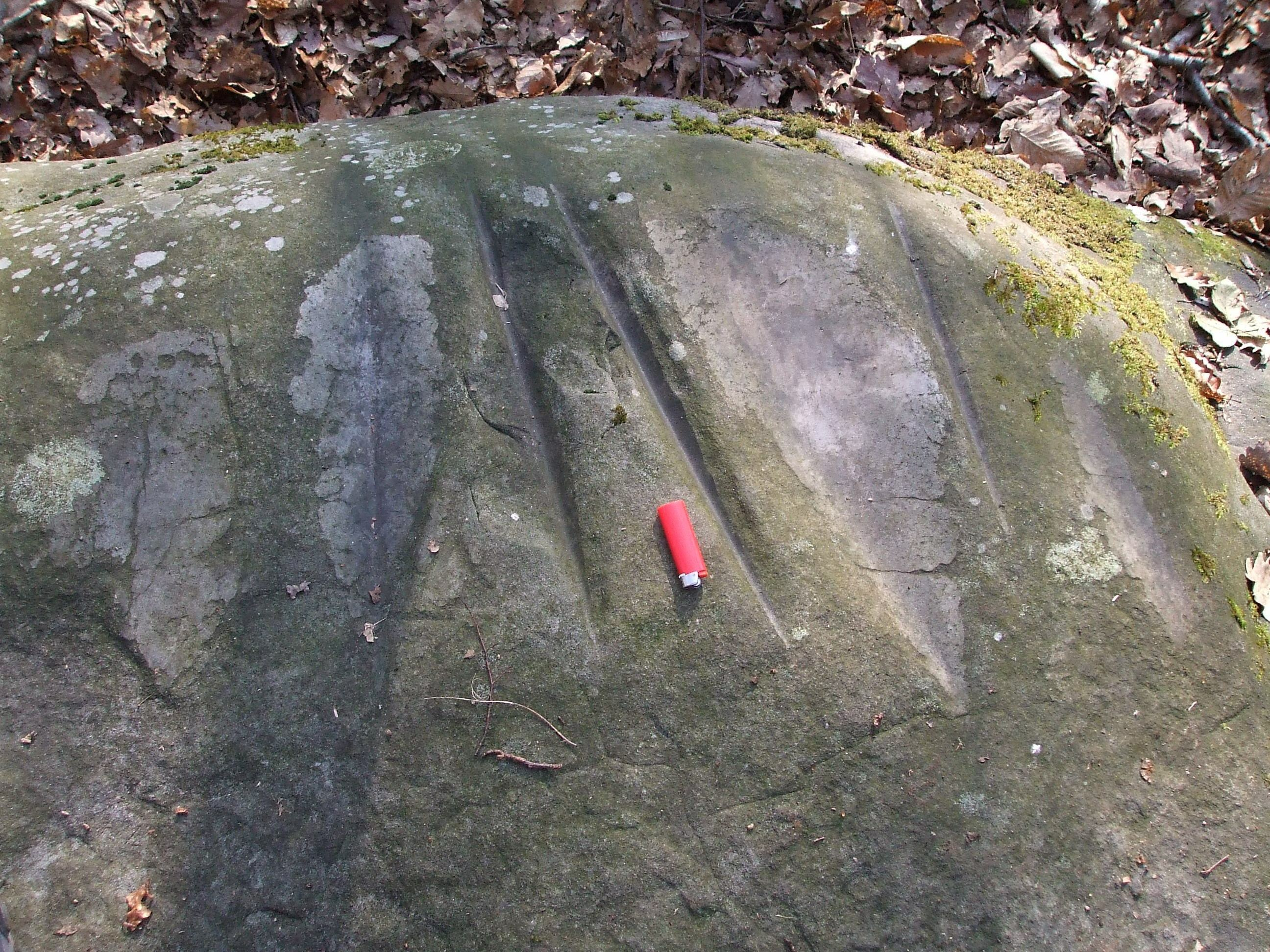
Polissoir dit « du Pied de Femme ».

### Lieux et monuments
On peut noter : 
- L'ancienne abbaye de Villechasson (ferme), XVIe siècle.

Corps de logis (IMH), tour d'escalier à vis, pierres tombales des abbesses, sculptures. Abbaye de bénédictines, on peut y observer une tour de guet avec son échauguette et quelques fenêtres à meneaux.
Cette terre fut donnée par les frères Payan, seigneurs de Chevry au XIIe siècle, à leur sœur Catherine, prieure de l'abbaye de Rosoy dont dépendait Villechasson,.
- Le château de Chevry-en-Sereine, XVIIe siècle (MH)

Construit sous Louis XIII pour Charles Duret, contrôleur général des Finances et secrétaire de l'ordre du Saint-Esprit vers 1633. Bâti par Jean Thiriot de brique et de grès : corps de logis rectangulaire flanqué de deux pavillons d'angle, cour d'honneur, douves sèches, deux ponts de pierre ; parc à la française dessiné par Le Nôtre,.
En 1814, lors de la bataille de Montereau, de sérieux dégâts sont infligés au château : « Le dégât fait au château de Chevry par les cosaques peut être estimé au moins à la somme de 6000frs. La maison est pillée de fond en comble et les réquisitions ne laissent rien à la ferme de Chevry : blé, avoine, vin, eau de vie, fourrages, chevaux, vaches, bestiaux, etc., tout est enlevé.. ».
Sous Napoléon III, une succession de deuils familiaux a empêché le château de subir les transformations architecturales de l'époque, ce qui conserve à Chevry la pureté de style qui le caractérise aujourd'hui : « façade de briques et de pierres, hautes fenêtres, toits d'ardoises, fossés et arbres, champs entourant ».
Il appartient au marquis de Laubespin, descendant direct du héros de l'Indépendance américaine et est classé monument historique depuis 1966.
- L'église Saint-Julien (MH) à la collation de l'archevêque de Sens.

Clocher trapu du XIIe, nef du XIXe couverte en lambris et décorée de peintures murales et de toiles peintes, dont plusieurs œuvres d'Alexandre Hesse (MH),,
- L'ancien cimetière avec chapelle seigneuriale.
- Des polissoirs dont lz polissoir du Pied de Femme et le polissoirs de la Fosse à la Cardine.

### Héraldique
| Blason de Chevry-en-Sereine | Blason  | De sinople au bouquet de trois épis tigés, feuillés et liés d'or posé en bande et accosté de deux bandes ondés d'argent; au chef bastillé de trois pièces cousu d'azur chargé d'une représentation de la « croix Saint Marc » du lieu accostée de deux fleurs de lis, le tout d'or. |
| Blason de Chevry-en-Sereine | Détails | |